# モノラウリン
モノラウリン(英: Monolaurin)は、別名モノラウリン酸グリセロール(glycerol monolaurate、glyceryl laurate、1-Lauroyl-rac-glycerol)としても知られるモノグリセリド(英)である。
グリセリンとラウリン酸から形成されるモノ-エステルで、化学式はC15H30O4。

## 利用
デオドラントなどの化粧品で界面活性剤としてよく利用されている。食品添加物としては、乳化剤として利用される。

## 存在
体内ではラウリン酸が変換されてモノラウリンになる。モノラウリンはココナッツオイルや人間の母乳中に存在する。

## 薬理学
モノラウリンには抗菌抗ウィルス作用があることがin vitroで確認されている。
このためさまざまな感染症の予防や治療に役立つ可能性があるが、臨床における有用性はまだ確認されていない。